# Ferocactus chrysacanthus
Ferocactus chrysacanthus – jeden z gatunków ferokaktusa pochodzący z Meksyku i Półwyspu Kalifornijskiego.

## Morfologia i biologia
Ma ciemnozielony kolor i kulisty pokrój. Osiąga maksymalnie 1 m wysokości i średnicę około 35 cm. Ma 13-22 żeber. Z każdej areoli wyrasta po 4-6 białych cierni bocznych i 4-10 zakrzywionych cierni środkowych. Mogą one mieć kolor czerwony lub żółty. Roślina kwitnie latem. Ma dzienne kwiaty .

## Uprawa
Wymaga pełnego nasłonecznienia oraz minimalnej temperatury 10 °C.